# Patrimoni dell'umanità del Nicaragua
I patrimoni dell'umanità del Nicaragua sono i siti dichiarati dall'UNESCO come patrimonio dell'umanità in Nicaragua, che è divenuto parte contraente della Convenzione sul patrimonio dell'umanità il 17 dicembre 1979.
Al 2022 i siti iscritti nella Lista dei patrimoni dell'umanità sono due, mentre cinque sono le candidature per nuove iscrizioni. Il primo sito, le rovine di León Viejo, è stato iscritto nella lista nel 2000, durante la ventiquattresima sessione del comitato del patrimonio mondiale. Undici anni dopo, nella trentacinquesima sessione, la Cattedrale di León è divenuta il secondo sito nicaraguense riconosciuto dall'UNESCO. Entrambi i siti sono considerati culturali, secondo i criteri di selezione.

## Siti del Patrimonio mondiale
| Foto | Sito                 | Luogo         | Tipo                     | Anno | Descrizione |
| ---- | -------------------- | ------------- | ------------------------ | ---- | --- |
|      | Rovine di León Viejo | La Paz Centro | Culturale (613; iii, iv) | 2000 | León Viejo è uno dei più antichi insediamenti coloniali spagnoli nelle Americhe. Non si sviluppò e quindi le sue rovine sono una testimonianza eccezionale delle strutture sociali ed economiche dell'Impero spagnolo nel XVI secolo. Inoltre, il sito ha un immenso potenziale archeologico. |
|      | Cattedrale di León   | León          | Culturale (1236; ii, iv) | 2011 | Costruito tra il 1747 e l'inizio del XIX secolo su progetto dell'architetto guatemalteco Diego José de Porres Esquivel, il monumento esprime il passaggio dall'architettura barocca a quella neoclassica e il suo stile può essere considerato eclettico. La Cattedrale è caratterizzata dalla sobrietà della sua decorazione interna e dall'abbondanza di luce naturale. La volta del santuario, invece, presenta una ricca decorazione. La Cattedrale ospita importanti opere d'arte tra cui una pala d'altare fiamminga in legno e dipinti delle 14 stazioni della Via Crucis dell'artista nicaraguense Antonio Sarria (fine XIX e inizio XX secolo). |

## Siti candidati
| Foto | Sito                                        | Luogo                                                                                     | Tipo           | Anno       | Descrizione |
| ---- | ------------------------------------------- | ----------------------------------------------------------------------------------------- | -------------- | ---------- | --- |
|      | Fortezza dell'Immacolata Concezione         | El Castillo                                                                               | Misto (484)    | 19/06/1995 | Il monumento è una fortezza da campagna militare del XVII secolo (1673) che si trova all'interno di un'area considerata riserva della biosfera (Riserva biologica Indio Maíz). È circondato da una città (El Castillo) di circa 1 000 abitanti, situata su un promontorio del fiume San Juan tra il grande Lago Nicaragua e il Mar dei Caraibi. Il sito faceva parte della linea di fortificazioni spagnole dei Caraibi istituita per combattere gli attacchi dei pirati. Era della massima importanza per la difesa della provincia del Nicaragua che doveva contrastare l'interesse della Corona inglese che cercava di dominare il Mare del Sud. |
|      | Riserva naturale delle Cayos Miskitos       | Puerto Cabezas                                                                            | Naturale (485) | 19/06/1995 | Le Cayos Miskitos sono costituite da un'area insulare e le sue acque entro un raggio di 40 km e un'area continentale formata da una striscia di 20 km di larghezza. Eccezionali sono le barriere coralline su cui cresce una vegetazione tropicale umida. Qui vivono ancora molte specie in via di estinzione, come Crocodylus acutus e tartarughe marine, in particolare Chelonia mydas. La zona è costituita da praterie marine di fanerogame che costituiscono la principale area di alimentazione conosciuta delle tartarughe caraibiche. La porzione continentale possiede almeno tre tipi di importanti aree forestali pluviali e ancora specie endemiche e in via di estinzione le quali, oltre alla loro eccezionale bellezza, rappresentano un patrimonio genetico unico. |
|      | Riserva della biosfera Bosawás              | Bonanza, El Cuá, San José de Bocay, Siuna, Waslala, Waspán, Wiwilí de Jinotega            | Naturale (486) | 19/06/1995 | Quest'area rappresenta la più vasta superficie protetta di foreste tropicali umide e nebulose. Conta un gran numero di specie endemiche e numerose specie medicinali identificate dai tre gruppi etnici indigeni che abitano l'area (Rama, Sumo e Miskito). Per la sua dimensione (8 000 km²) offre l'opportunità di vedere i processi evolutivi delle specie riflessi nelle specie endemiche della zona. Il suo valore idrologico gli conferisce una grande importanza economica, insieme alla sua incomparabile bellezza paesaggistica. |
|      | Parco nazionale del vulcano Masaya          | El Raizón, La Concepción, Masatepe, Masaya, Nandasmo, Nindirí, Piedra Quemada, Ticuantepe | Naturale (487) | 19/06/1995 | Il Parco nazionale del vulcano Masaya è costituito da un complesso vulcanico con tre crateri che hanno formato una caldera più grande. Questi sono in costante attività e presentano colate laviche successive con segni dei processi di colonizzazione successionale. L'area del parco contiene diverse specie in via di estinzione ed è un campione molto rappresentativo di foresta arida tropicale. Il vulcano, per la sua grande bellezza e la sua importanza geologica ed ecologica è stato il primo parco nazionale del Nicaragua ed è attualmente l'area protetta meglio conservata del paese. |
|      | Città di Granada e il suo ambiente naturale | Granada                                                                                   | Misto (1819)   | 22/07/2003 | La città di Granada è una delle più antiche città fondate dagli spagnoli nel Nuovo Mondo e la più antica sulla terraferma che rimane nella sua posizione originaria. Fu fondata nel 1524 e costituì una delle principali città dell'epoca coloniale e del XIX secolo in America centrale. Si trova sul bordo nord-occidentale del Lago Nicaragua, circondata da un ambiente naturale eccezionale costituito da isole, arcipelaghi, boschi, vulcani, laghi e lagune che hanno esercitato un'influenza importante sulla sua evoluzione storica e hanno trasformato questo sito in una delle più straordinarie scenografie naturali e culturali del mondo. |